# Carlos Piernavieja
Carlos Piernavieja del Pozo, (nacido el 05 de marzo de 1918 en La Laguna, Tenerife, falleció el 9 de octubre de 1989 en Madrid) fue un deportista polivalente español, que fue internacional en  baloncesto, balonmano, natación, waterpolo y rugby. Además fue redactor jefe del Diario Marca, de la revista del C.S.D. "Deporte 2000" y secretario de la Federación Española de Natación.

## Trayectoria
Los primeros deportes que practicó en Barcelona fueron el boxeo y la natación, este último en el Club Natació Catalunya. Después de que su familia fijara su residencia en Madrid, siguió practicando la natación en el Canoe, llegando a ser plusmarquista nacional en 100 metros espalda antes de la Guerra Civil. En el histórico equipo de la calle Jacometrezo, de Madrid, primer domicilio social del Canoe, ahora sito en la calle del Pez Volador, crea, junto a otros nadadores, la sección de baloncesto, disciplina en la que llega a ser internacional por 9 veces y en la que disputó los Juegos del Mediterráneo de 1951, en el que España quedó subcampeón. Fue internacional en cinco disciplinas deportivas de forma simultánea, siendo el Rugby el deporte predilecto para él, demostrando tener, además, buenas dotes para el hockey hierba, voleibol, pelota vasca, y piragüismo, disciplina esta última en la que realizó entre otras hazañas la travesía Mallorca (Cala Ratjada) - Roma, remontando el Tíber y la del Estrecho de Gibraltar.

## Títulos
Carlos Piernavieja fue dos veces campeón de España en  rugby y dos en balonmano, como nadador, además de conquistar varios campeonatos de España individuales y seis por equipos, estableció los records nacionales de 100 metros espalda, 4x200 estilo y 3x100 estilo. En baloncesto fue subcampeón con España en los Juegos de Mediterráneo de Alejandría del año 1951.

## Premios, reconocimientos y distinciones
- Medalla de Oro de la Real Orden del Mérito Deportivo, otorgada por el Consejo Superior de Deportes (1994)[3]

## Periodismo
Ejerció el periodismo en el diario Marca, hasta su jubilación y, formó parte también de la redacción de Deporte 2000. En el momento de su muerte ostentaba la jefatura del servicio de prensa del Comité Olímpico Español, cargo que desempeñó durante los mandatos sucesivos de D. Alfonso de Borbón, duque de Cádiz, y de D. Carlos Ferrer Salat.

## Cameo
En la película Vacaciones para Ivette (1964) tuvo un pequeño papel relacionado con la natación.